# Papá a toda madre
Papá a toda madre (no Brasil: De Repente, Pais) é uma telenovela mexicana produzida por Eduardo Meza para Televisa e foi exibida pelo Las Estrellas de 22 de outubro de 2017 a 11 de março de 2018, substituindo Mi marido tiene familia e antecedendo Tenías que ser tú. Inspirada no filme Treinando o Papai, foi escrita por Pedro Armando Rodríguez em colaboração com os escritores Alejandra Romero e Humberto Robles.
É protagonizada por Sebastián Rulli, Maite Perroni e Regina Graniewicz; antagonizada por Mark Tacher, Verónica Montes e Ana La Salvia. Conta com as participações estelares de Juan Carlos Barreto, Sergio Mur, Raúl Araiza, Verónica Jaspeado e Michelle González.

## Sinopse
Mauricio (Sebastián Rulli), um frívolo empresário, mulherengo e sedutor, que é surpreendido ao conhecer Anifer (Regina Graniewicz), uma garotinha de sete anos que supostamente é sua filha. A chegada da pequena em sua vida, causa uma série de mudanças em sua rotina profissional e pessoal, já que seus planos de casamento com a noiva milionária com quem poderia salvar a empresa da família da falência causado por Fabián (Mark Tacher), seu sócio e amigo, correm o risco de ir por água abaixo.

## Elenco
- Sebastián Rulli - Mauricio López-Garza Silvetti[3][4]
- Maite Perroni - Renée Sánchez Moreno / Renée Carvajal Moreno [5]
- Mark Tacher - Fabián Carvajal Murillo[6]
- Juan Carlos Barreto - Nerón Machuca
- Sergio Mur - Jorge Turrubiates
- Raúl Araiza - Antonio "Toño" Barrientos Félix[7]
- Verónica Jaspeado - Verónica Valencia de Barrientos
- Verónica Montes - Chiquinquirá Braun "Kika"
- Michelle González - Flor Ivonne Zamarripa
- Ana La Salvia - Dulce Goyeneche de Turrubiates
- Regina Graniewicz - Ana Fernanda "Anifer" Cruz
- Fernanda Urdapilleta - Liliana "Lilí" Turrubiates Bullegoyri
- Ricardo Barranda - Guadalupe "Lupe"
- Andy Zuno - Rafael Restrepo
- Agustín Arana - Sebastián
- Victoria Viera - Tania Barrientos Valencia
- Raúl Coronado - Rodrigo Conde
- Raquel Pankowsky - Esperanza Félix Vda. de Barrientos
- Marcelo Barcelo - Samuel "Sammy" Turrubiates Goyeneche
- Karyme Hernández - Valentina Turrubiates Goyeneche
- Franklin Virgüez - Falcón
- Patricio de la Garza - Ernesto "Neto" Barrientos Valencia
- Simón Goncalves - Fidel "Fidelito" Barrientos Valencia
- Bárbara López - María Cruz
- Bárbara Torres - Maura
- Yankel Stevan - Baldo Turrubiates Bullegoyri
- Gwendolyn Amador - Tina
- Lalo Zayas - Víctor
- Pablo Urquiza - Cruz Rendel
- Leticia Perdigón - Catalina Moreno
- Marisol del Olmo - Yuriria Jiménez Turrubiates
- Sandra Beltrán
- Estefania Ahumada
- Pablo Cruz Guerrero - Alejandro Villaseñor
- Eugenia Cauduro - Aurora Silvetti de López-Garza
- Eugenio Montessoro - Bosco López-Garza
- David Palazuelos - Agente

## Produção
As gravações começaram em 14 de agosto de 2017 e foi concluída em 29 de janeiro de 2018.

## Exibição

### No Brasil
Está disponível na plataforma de streaming  Globoplay desde 19 agosto de 2024, com 20 capítulos adicionados em blocos semanalmente até 16 de setembro de 2024.

## Audiência
| Horário             | # Eps. | Estreia               | Estreia           | Final               | Final           | Posição | Temporada | Classificação geral |
| Horário             | # Eps. | Data                  | Primeiro capítulo | Data                | Último capítulo | Posição | Temporada | Classificação geral |
| ------------------- | ------ | --------------------- | ----------------- | ------------------- | --------------- | ------- | --------- | ------------------- |
| Segunda—Sexta 20h30 | 103    | 22 de Outubro de 2017 | 3.9               | 11 de Março de 2018 | 2.6             | #1      | 2017      | 3.00                |

## Prêmios e nomeações

### Prêmios TVyNovelas 2018
| Categoria                    | Nomeados                              | Resultado |
| ---------------------------- | ------------------------------------- | --------- |
| Melhor telenovela            | Eduardo Meza                          | Indicado  |
| Melhor atriz protagonista    | Maite Perroni                         | Venceu    |
| Melhor ator protagonista     | Sebastián Rulli                       | Venceu    |
| Melhor atriz principal       | Raquel Pankowsky                      | Indicado  |
| Melhor ator principal        | Juan Carlos Barreto                   | Venceu    |
| Melhor atriz co-protagonista | Verónica Jaspeado                     | Indicado  |
| Melhor ator co-protagonista  | Raúl Araiza                           | Indicado  |
| Melhor atriz coadjuvante     | Michelle González                     | Indicado  |
| Melhor ator coadjuvante      | Sergio Mur                            | Venceu    |
| Melhor atriz juvenil         | Fernanda Urdapilleta                  | Indicado  |
| Melhor direção de câmeras    | Manuel Barajas y Alejandro Álvarez    | Indicado  |
| Melhor direção de cenas      | Benjamín Cann y Rodrigo G. H. Zaunbos | Indicado  |
| Melhor elenco                | Eduardo Meza                          | Indicado  |